# Файърлайт
„Файърлайт” (на английски: Firelight) е малтийска фолк група.
Групата е сформирана през юни 2013 година. Записват дебютен албум, чието издаване е насрочено за февруари 2014 година. Имат планове да промотират своя албум чрез онлайн маркетинг, да разпространят творчеството си по радио- и телевизионни честоти, и да обиколят Малта и Европа.
Представят Малта в първата половина на втори полуфинал на песенния конкурс „Евровизия 2014“ с песента „Coming Home”.

## Настоящ състав
- Мишел Мифсуд (вокали, пиано, ударни)
- Ричард Микалеф (вокали, акустична китара, дулсимер, ударни)
- Тони Полидано (вокали, контрабас, бас китара, акустична бас китара, ударни)
- Матю Елюл (акустична китара, електрическа китара)
- Лесли Десезар (барабани, ударни, хармоника).